# Заледино
Заледино — деревня в Карамышевской волости Псковского района Псковской области России.
Расположена в 8 км к западу от села Карамышево и в 18 км к востоку от центра города Пскова.
Численность населения деревни по состоянию на 2000 год составляла 3 человека.